# Pied en Z
 (janvier 2017).
Si vous disposez d'ouvrages ou d'articles de référence ou si vous connaissez des sites web de qualité traitant du thème abordé ici, merci de compléter l'article en donnant les références utiles à sa vérifiabilité et en les liant à la section « Notes et références ».

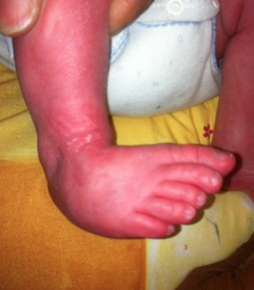
Pied en Z sévère à la naissance

Le pied en Z est une déformation du pied congénitale caractérisée par une adduction du médio avant-pied associée à la présence d’une bosse dorsolatérale.

## Anatomopathologie
Il s’agit d’une déformation apparue tôt dans la vie intra-utérine alors même que le fœtus ne subissait pas de contraintes utérines. Il ne s’agit donc pas d’une malposition. L’avant du pied est en dedans par rapport à l’arrière du pied (adduction). Cette adduction est située dans l’interligne de Lisfranc (cunéo-metatarsien) 

## Traitement fonctionnel

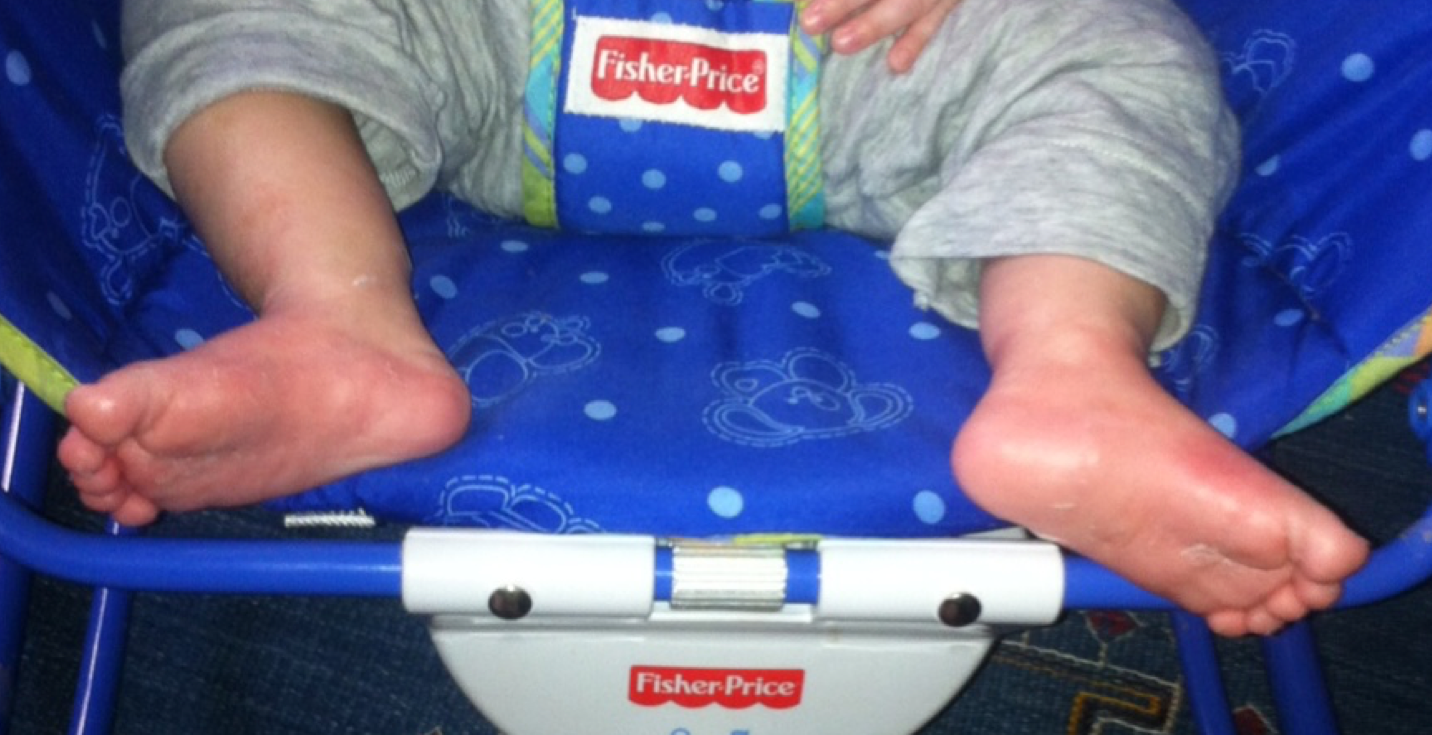
APRES: résultat au bout de 4 mois de traitement fonctionnel

Lorsque le diagnostic est effectué à la naissance ou dans les mois qui suivent, le traitement repose sur la mise en place d’une plaquette et d’une attelle.  Ce traitement est réalisé par un chirurgien orthopédiste pédiatre et un kinésithérapeute spécialisé. 
La simple stimulation du bord externe du pied ne suffit pas à guérir le pied en Z car il ne s’agit pas d’une malposition mais d’une réelle déformation apparue tôt dans la vie intra-utérine. 
Une fois la réduction des défauts obtenue, le traitement est uniquement nocturne avec une attelle à fente.

## Diagnostic différentiel
À la naissance, il est très fréquent de poser le diagnostic de metatarsus varus qui est une malposition. Il est important de savoir rétablir le diagnostic de pied en Z en cas de metatarsus varus toujours persistant après l’âge de 4 mois. 
Lorsque le diagnostic est effectué après l’âge de la marche, une réduction peut être obtenue au moyen de plâtres de marche successifs relayés par une attelle nocturne. Ce traitement est réalisé par un chirurgien orthopédiste pédiatre. Une correction complète des défauts est possible

## Pied en Z non traité

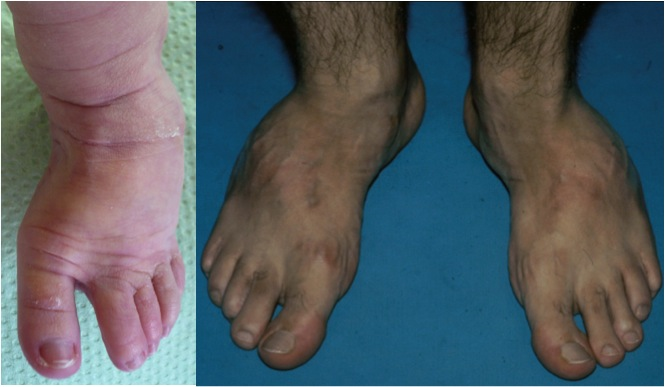
Pied en Z non diagnostiqué dans l'enfance et persistant à l'âge adulte

En l’absence de traitement spécialisé, les défauts perdurent à l’âge adulte et ne sont donc plus accessibles à un traitement orthopédique non chirurgical.